# Distretto di San Juan de Salinas
Il distretto di San Juan de Salinas è un distretto del Perù, facente parte della provincia di Azángaro, nella regione di Puno.